# San Vito (Gaggiano)
San Vito (AFI: /sanviˈtɔ/) già Santi Vito e Marta dal 1862 al 1869 (San Vit in dialetto milaneseAFI: /sanviˈt/), è una frazione del comune di Gaggiano in provincia di Milano, di 955 abitanti (2011), posta a nordovest del centro abitato, verso Cisliano.

## Geografia fisica

### Territorio

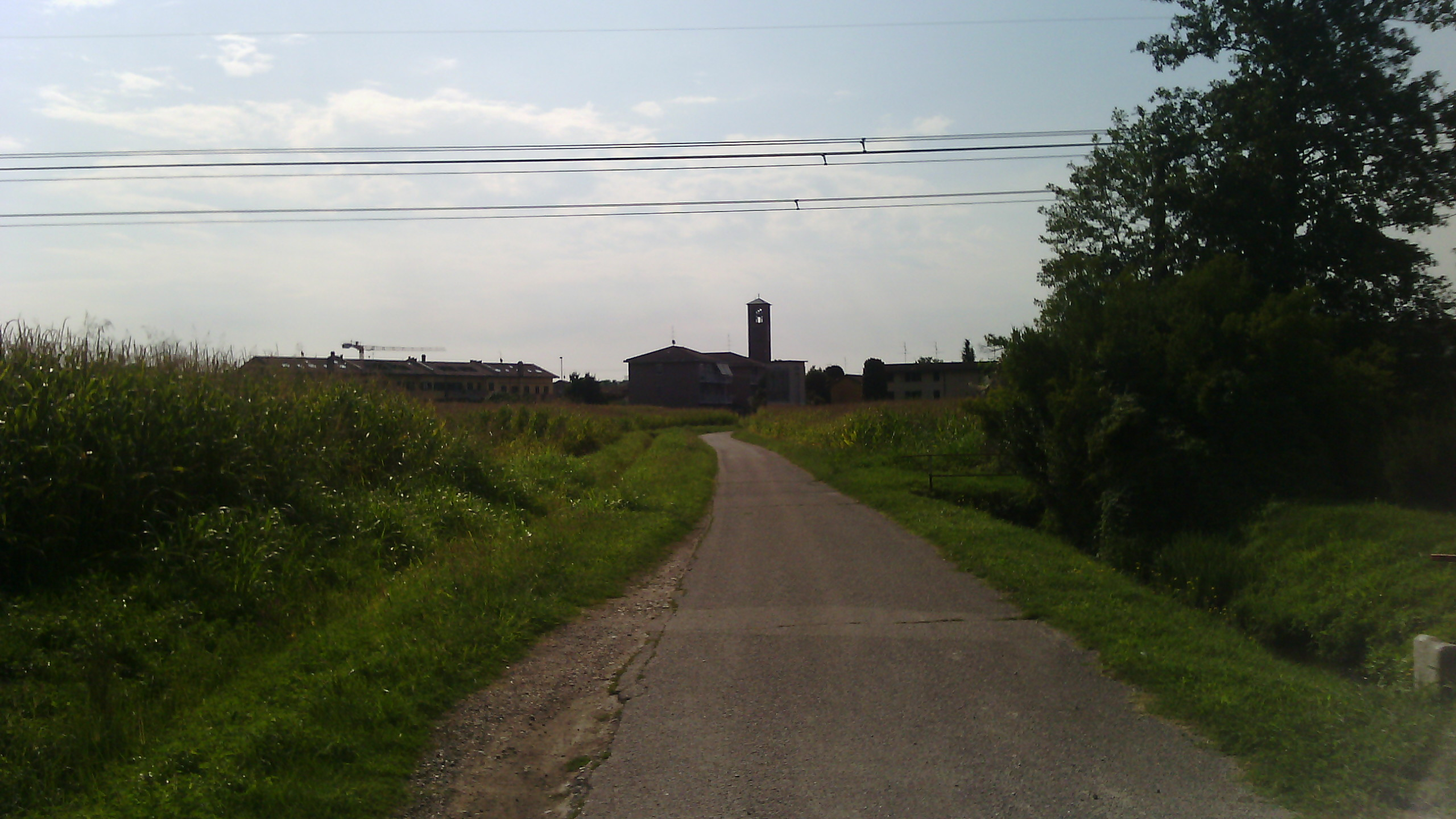
Panorama di San Vito dalle campagne

La frazione di San Vito nel comune di Gaggiano è caratterizzato da un ambiente prevalentemente pianeggiante, tipico della Pianura padana, contraddistinto a tratti da boschi e coltivazioni.
Il territorio di San Vito confina a nord con la località di Fagnano, a est col comune di Gaggiano, a sud ed a ovest con il comune di Gaggiano.

### Sismologia
Dal punto di vista sismico San Vito presenta un rischio molto basso ed è stata classificata come il comune zona 4 (bassa sismicità) dalla protezione civile nazionale.

## Storia

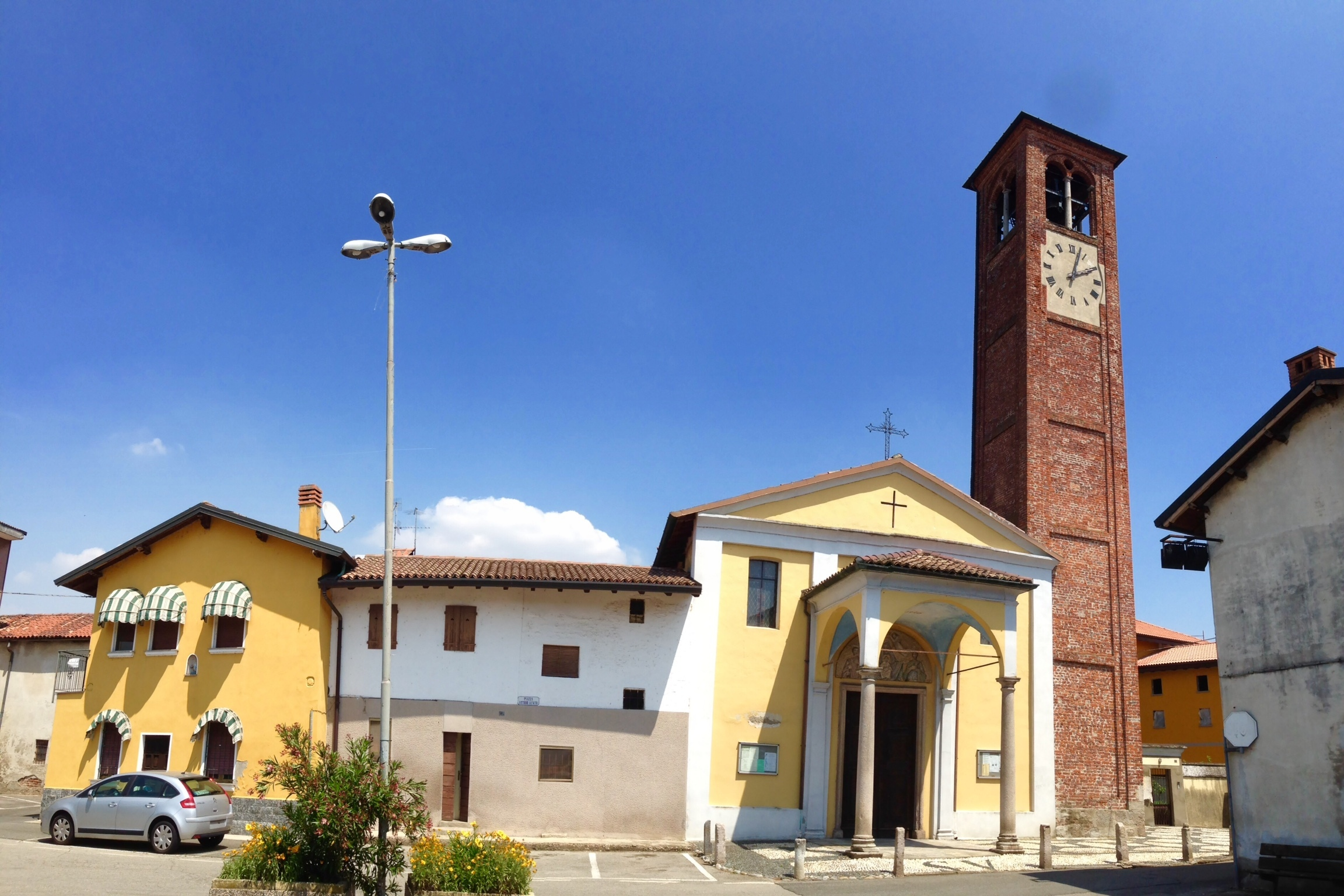
Veduta della piazza principale del paese

L'abitato di San Vito fu un antico comune del Milanese, nel Medioevo noto come San Victor a Bestazo, rientrando quindi nel territorio della vicina Bestazzo.
A questa borgata si riferisce probabilmente anche il cronista medievale Sire Raul quando descrisse negli Annales mediolanensis il passaggio dell'imperatore Federico Barbarossa su queste terre riportando che "diede il fuoco a Rosate e ad altri luoghi fino a Casterno e incendiò pure San Vito e Cornaredo". Poco prima di questi eventi, la comunità di San Vito viene citata in quanto sede di un piccolo fortilizio rurale, forse ubicato nei pressi della chiesa parrocchiale.
Il luogo di San Vito viene citato nuovamente nel testamento di un famoso condottiero, conte di Carmagnola, il quale cita espressamente alcune terre donategli dal duca di Milano "in possessio Sancto Vito et de Bestatio sitam super territorio Mediolani". Nel 1619, re Filippo III di Spagna concesse a Francesco Maria Visconti il privilegio del feudo di San Vito di Gaggiano, nella Pieve di Corbetta.
Fin dal Cinquecento San Vito fu sede dell'omonima parrocchia. Nel 1746, in seguito all'occupazione di Milano da parte delle truppe spagnole di Filippo di Borbone, la comunità di San Vito lamentò al governo austriaco reinsediatosi una serie di danni di guerra patiti, motivo per cui si fecero delle distribuzioni di fieno e legna per compensare le perdite subite. In base al censimento voluto nel 1771 dall'imperatrice Maria Teresa, San Vito contava 293 anime. Alla proclamazione del Regno d'Italia nel 1805 risultava avere 275 abitanti, essendosi quindi spopolata. Nel 1811 fu annesso con regio decreto di Napoleone dall'amministrazione comunale di Gaggiano, divenendo l'unica frazione comunale non proveniente dalla soppressa Pieve di Rosate. Il Comune di San Vito fu quindi ripristinato con il ritorno degli austriaci, venendo però spostato in Provincia di Pavia. Nel 1859, quando fu riportato sotto Milano, il paese era salito a 382 abitanti, mentre nel 1862 mutò nome in San Vito e Marta, per distinguerlo da altri comuni omonimi in seguito all'unità d'Italia. Un regio decreto di Vittorio Emanuele II del 7 marzo 1869 sciolse definitivamente il comune, annettendolo a Gaggiano.
Il paese era all'epoca prevalentemente agricolo ed amministrato da oltre due secoli dalla famiglia Ferrario che ivi possedeva la quasi totalità delle terre agricole e delle cascine, ma questa famiglia, ormai entrata in crisi, vendette le proprietà alla famiglia Calvi, di origine genovese ma residente a Milano, che ebbe un ruolo rilevante invece nello sviluppo della frazione, in particolare grazie all'interessamento del rinomato storico e genealogista Felice Calvi che qui si insediò e si adoperò per il recupero delle antichità storiche locali.
Nella Grande Guerra il paese di San Vito contò 3 caduti.

## Monumenti e luoghi d'interesse

### Architetture religiose

#### Chiesa parrocchiale di San Vito

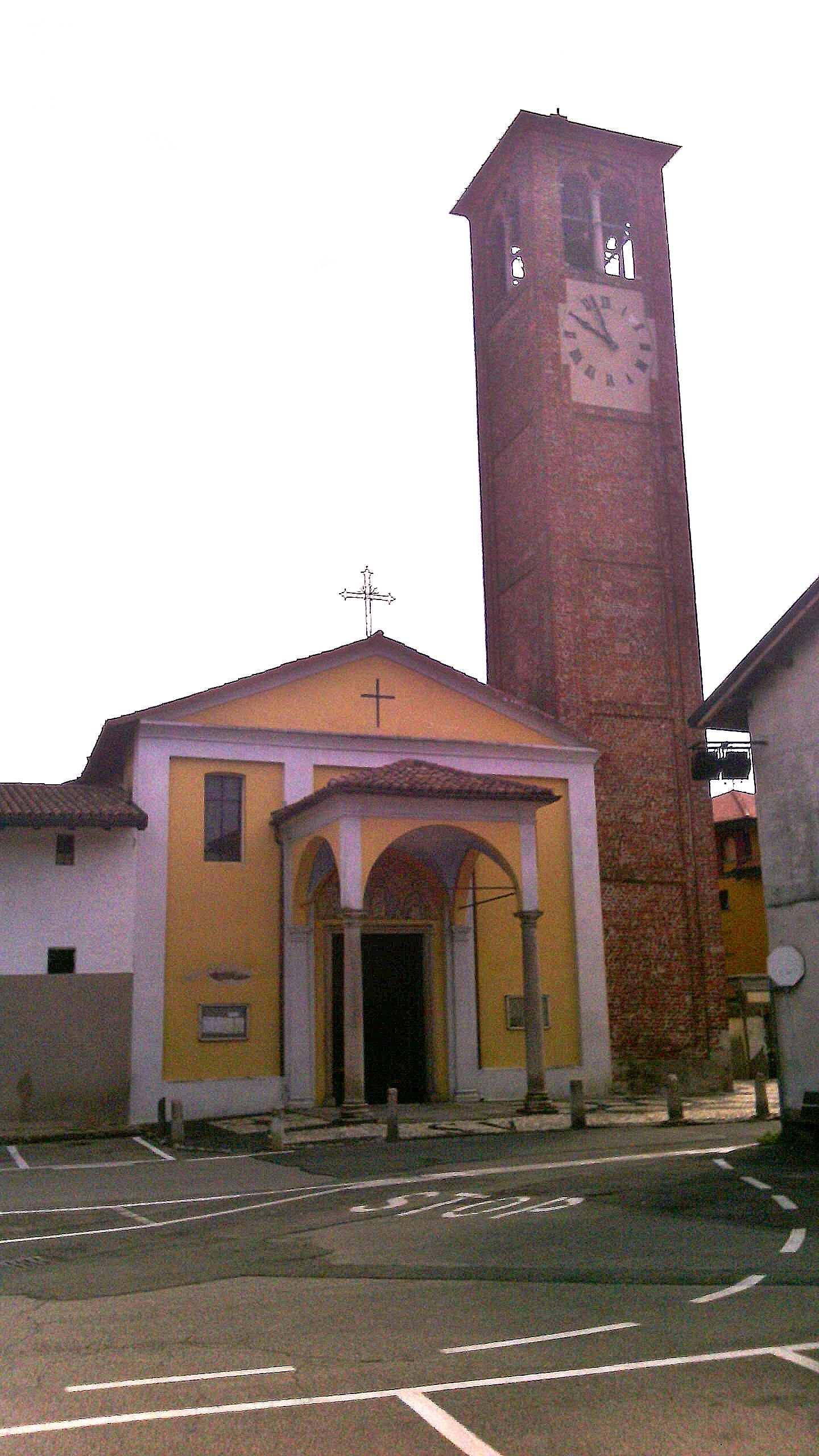
La facciata romanica della chiesa

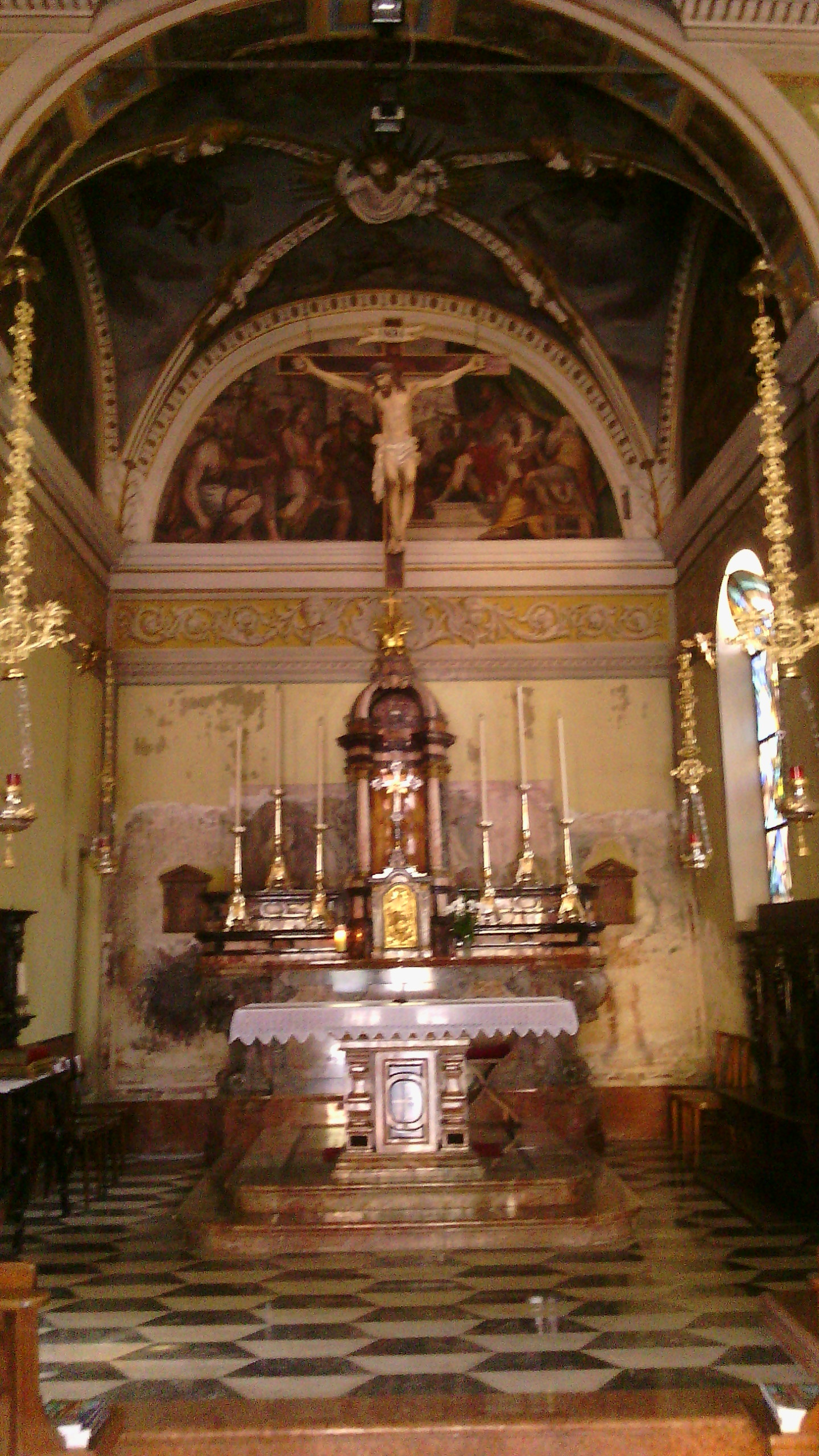
L'interno della chiesa. Si notino dietro l'altare marmoreo gli affreschi medievali

Situata al centro del territorio della frazione, la chiesetta di San Vito ha origini duecentesche ed è stata recentemente restaurata. Si ha ragione di credere che una costruzione di culto esistesse già in paese nel 1167 al passaggio del Barbarossa ma questa andò irrimediabilmente distrutta durante le razzie.
La chiesa venne ricostruita e sue notizie le abbiamo nel 1290 quando Goffredo da Bussero la cita assieme al piccolo oratorio di San Dionigi che sorge presso il camposanto locale.
Durante una visita pastorale del 1567 compiuta da San Carlo Borromeo, apprendiamo che la chiesa disponeva di un'unica navata, aveva la lunghezza di 14 metri e una larghezza di 9 sino all'altare, incastonato in una cappella voltata nella quale si trovavano delle pitture già all'epoca definite "antiche".
La chiesa esternamente conserva ancora perfettamente le forme romaniche di originaria costruzione, con il campanile in mattoni con bifore per il castello delle campane, mentre il portale d'ingresso è preceduto da un protiro a colonne di granito, voltato a crociera. L'interno, a navata unica, è stato completamente ridecorato nel Seicento e nel Settecento con il ribassamento dell'originaria copertura a cassettoni e la creazione dell'attuale soffitto piano, dipinto a rosoni con l'immagine della Gloria di San Vito al centro e con la creazione di due cappelle laterali dedicate alla Madonna ed a San Vito, patrono del borgo. Il presbiterio, riccamente decorato da pitture seicentesche nel soffitto voltato a costoloni di stucco e con lunette, presenta dietro l'altare marmoreo realizzato nel Settecento delle pitture medievali affiorate a seguito di restauri, sopra ridipitture successive.

### Cimitero
Il cimitero di San Vito venne eretto nella posizione attuale probabilmente nel XIX secolo in adempimento all'Editto di Saint Cloud di Napoleone che volle che i cimiteri venissero costruiti al di fuori dei centri abitati per evitare l'insorgere di epidemie. L'antico cimitero doveva trovarsi in un terreno attiguo all'attuale chiesa della frazione.
Esso venne voluto in quanto la frazione si presentava sufficientemente lontana dal borgo e dal camposanto di Gaggiano per rendere necessaria una realizzazione in loco. Il cimitero è contraddistinto da una pianta rettangolare chiusa con alcune cappelle gentilizie locali.
Ben più antico è invece l’oratorio di San Dionigi che qui si trovava come cappella campestre già dalla fine del XIII secolo (in quanto citato già da Goffredo da Bussero) ed eretto in stile romanico, con pianta quadrangolare, molto simile alla struttura della chiesa parrocchiale di San Vito. Affiancato al culto della Vergine, a partire dal Seicento esso servì dapprima come lazzaretto e successivamente, con la costruzione del cimitero, divenne luogo di officiatura dei riti funebri.

## Sport
Nel territorio di San Vito di Gaggiano ha sede il Golf Club San Vito ove è solito allenarsi il campione Alessio Rimoldi.
È anche sede (bosco dei cento passi) della "Self Transcendence 6h Race" (Ultramaratona di 6 ore) organizzata dal gruppo sportivo Sri Chinmoy Marathon Team
con il patrocinio del Assessorato allo Sport di Gaggiano. Si svolge intorno all'ultima domenica di marzo.

## Società

### Evoluzione demografica
"Abitanti censiti"

### Etnie e minoranze straniere
Al 1º gennaio 2022 nel comune risiedevano 20 cittadini stranieri, ovvero il 2.3% della popolazione totale.
Nei dati ufficiali non sono considerati gli stranieri irregolari.

### Lingue e dialetti
Nel Comune è relativamente diffuso il dialetto milanese, mentre è molto presente il dialetto lombardo occidentale, assimilabile ad una lingua romanza derivata dal latino.

### Religione
La maggioranza della popolazione è cattolica. L'immigrazione di cittadini comunitari ed extra-comunitari, ha portato all'insediamento di minoranze di musulmani e ortodossi.
Nella frazione è presente una parrocchia cattolica appartenente all'arcidiocesi di Milano.